# Боливијски великоухи хрчак
Боливијски великоухи хрчак (лат. Auliscomys boliviensis, рус. Боливийский большеухий хомячок) је врста глодара из породице хрчкова (лат. Cricetidae). 

## Распрострањење
Ареал врсте је ограничен на мањи број држава. Врста је присутна у следећим државама: Боливија, Перу и Чиле.

## Угроженост
Ова врста је наведена као последња брига, јер има широко распрострањење и честа је врста.